# Wolha Bierazniowa
Wolha Bierazniowa (białor. Вольга Беразнёва; ur. 10 maja 1980 w Mińsku) – białoruska wioślarka.

## Osiągnięcia
- Mistrzostwa Świata Juniorów – Hazewinkel 1997 – jedynka – 12. miejsce[1].
- Mistrzostwa Świata Juniorów – Linz 1998 – jedynka – 5. miejsce[1].
- Mistrzostwa Świata – Kolonia 1998 – dwójka podwójna – 12. miejsce[1].
- Mistrzostwa Świata – St. Catharines 1999 – czwórka podwójna – 8. miejsce[1].
- Igrzyska Olimpijskie – Sydney 2000 – ósemka – 4. miejsce[1].
- Mistrzostwa Świata – Lucerna 2001 – dwójka podwójna – 3. miejsce[1].
- Mistrzostwa Świata – Sewilla 2002 – czwórka podwójna – 3. miejsce[1].
- Mistrzostwa Świata – Mediolan 2003 – czwórka podwójna – 2. miejsce[1].
- Igrzyska Olimpijskie – Ateny 2004 – czwórka podwójna – 7. miejsce[1].
- Mistrzostwa Świata – Gifu 2005 – ósemka – 7. miejsce[1].
- Mistrzostwa Świata – Gifu 2005 – dwójka podwójna – 9. miejsce[1].
- Mistrzostwa Świata – Eton 2006 – dwójka podwójna – 6. miejsce[1].
- Mistrzostwa Świata – Monachium 2007 – czwórka podwójna – 11. miejsce[1].
- Mistrzostwa Europy – Poznań 2007 – dwójka podwójna – 3. miejsce[1].